# S/2004 (45) 1
S/2004 (45) 1 ist der kleinere, innere Mond des Hauptgürtelasteroiden (45) Eugenia. Seine Entdeckung führte zu dem zweiten bekannten Asteroiden-Mehrfachsystem des Sonnensystems.

## Entdeckung und Benennung
S/2004 (45) 1 wurde am 14. Februar 2004 von einem Astronomenteam bestehend aus Franck Marchis, M. Baek, Pascal Descamps, Jérôme Berthier, Daniel Hestroffer und Frédéric Vachier entdeckt. Der Mond wurde auf drei Bildern identifiziert, die unter Verwendung adaptiver Optik mit dem 8,2-m-„Yepun“-VLT-Teleskop auf dem Cerro Paranal in Chile entstanden sind. Die Entdeckung wurde am 7. März 2007 bekanntgegeben; der Mond erhielt die vorläufige Bezeichnung S/2004 (45) 1.
Für den Mond wurde der Name Princesse vorgeschlagen und zumeist auch verwendet, doch steht eine offizielle Namensbestätigung von der IAU noch aus.
Bereits 1998 wurde mit Petit-Prince der erste Mond Eugenias entdeckt; die Entdeckung von S/2004 (45) 1 ließ das System nach (87) Sylvia zum zweiten bekannten Asteroiden-Mehrfachsystem anwachsen. Bislang konnte das System nur durch erdgebundene Teleskope beobachtet werden.

## Bahneigenschaften
S/2004 (45) 1 umrundet Eugenia auf einer prograden, leicht elliptischen Bahn zwischen 543 und 678 km Abstand zu deren Zentrum (Große Bahnhalbachse 610,59 km beziehungsweise 6 Eugeniaradien). Die Bahnexzentrizität beträgt 0,11, die Bahn ist 18,1° gegenüber dem Äquator von Eugenia geneigt. Damit bewegt sich der Mond weit innerhalb von Eugenias Hill-Sphäre von 37.000 km.
Die Umlaufbahn des Mondes liegt nahezu in der Mitte zwischen Eugenia und Petit-Prince, von dem sie im Mittel etwa 554 km entfernt ist, doch ist sie auch etwas exzentrischer und geneigter als die Bahn des äußeren Nachbarn, dessen Bahn beinah kreisförmig ist. Insgesamt scheint das Eugenia-System recht stabil zu sein; leichte Störungen erfährt es durch die Sonne und in geringerem Ausmaß durch die gegenseitigen Interaktionen zwischen den Monden. Es gibt keine Anzeichen für Bahnresonanzen, auch nicht für den Kozai-Effekt, was darauf hinweist, dass die Neigungen der Umlaufbahnen der Monde nicht durch Beeinflussung von Eugenia zustande kamen.
S/2004 (45) 1 umläuft Eugenia in 1 Tag 19 Stunden und 2 Minuten, was etwa 913,6 Umläufen in einem Eugenia-Jahr (rund 4,5 Erdjahre) entspricht.

## Physikalische Eigenschaften
S/2004 (45) 1 hat einen Durchmesser von etwa 5 km (etwa 1/40 des Zentralkörpers), beruhend auf dem Eugenia entsprechenden angenommenen gleichen Rückstrahlvermögen von 4 %. Die Oberfläche ist damit ausgesprochen dunkel.
Ausgehend von einem mittleren Durchmesser von 5 km ergibt sich eine Oberfläche von etwa 78 km2, was etwas mehr als der Fläche San Marinos entspricht.
Die Dichte wird wie Eugenia auf 1,12 g/cm3 geschätzt. Es ist daher anzunehmen, dass S/2004 (45) 1 im Innern porös ist und wie der Mutterkörper zu den Rubble Piles gehört. Eine andere Möglichkeit wäre ein hohes Wassereisvorkommen, was jedoch aufgrund der Wasserarmut von Eugenia eher unwahrscheinlich ist.